# Patalene nicoaria
Patalene nicoaria är en fjärilsart som beskrevs av Walker 1860. Patalene nicoaria ingår i släktet Patalene och familjen mätare. Inga underarter finns listade i Catalogue of Life.